# 石井啟一
石井啟一（1958年3月20日—），日本政治家，曾任公明黨黨魁。出身於東京都豐島區。1993年至2024年任職了8屆眾議院議員。
歷任公明黨政務調查會長等職務。2015年成為第三次安倍改造內閣的國土交通大臣。

## 經歷
生於東京都豐島區。畢業於早稻田中學校，早稻田高等學校，東京大學工學部土木工學科。
1981年，加入建設省，曾任道路局国道第二課橋梁係長，道路局路政課課長補佐，1992年退任。
1993年7月，第40回眾議院議員總選舉在舊東京5區代表公明黨初選，以得票第3位初次當選。1994年，公明黨的解除，先後加入公明新黨和新進黨結黨。
1996年的第41回眾議院議員總選舉中，代表新進黨出選比例東京區，再次當選。
1997年12月，新進黨解散，加入了舊公明黨出身的眾議院議員組成新黨平和。同年11月，參加了再成立的公明，黨副幹事長。
1999年6月就任公明黨茨城縣本部代表。
2024年9月10日，公明黨黨魁山口那津男宣佈將會卸任，石井啟一表示有意競逐黨魁。由於黨內未有其他人參選，石井自動當選黨魁。
2024年10月28日，自公聯盟在第50屆日本眾議院議員總選舉中大敗，石井本人也在該次選舉中失去議席，他宣佈辭去公明黨代表的職務，為選舉失利負責，其後黨內在11月9日通過由齊藤鐵夫接任黨代表。

## 荣誉

### 外国勋章奖章
- 民事功绩大十字勋章（西班牙语：Orden del Mérito Civil (España)）（西班牙，2017年3月31日批准[3]）：西班牙国王费利佩六世于2017年4月4日至7日对日本进行国事访问。

## 外部連結
- 官方網站 （页面存档备份，存于）

| 官衔                     | 官衔                       | 官衔                       |
| ------------------------ | -------------------------- | -------------------------- |
| 前任： 太田昭宏          | 國土交通大臣 2015年—2019年 | 繼任： 赤羽一嘉            |
| 前任： 谷口隆義 小林興起 | 財務副大臣 2003年—2004年   | 繼任： 上田勇 田野瀨良太郎 |